# H-Aero
H-Aero (deletreado correctamente: H-AERO) es una aeronave eléctrica de la empresa emergente llamada Hybrid-Airplane GmbH, con sede en Baden-Baden, que está diseñada como una aeronave híbrida. Se distingue de los aviones convencionales de este tipo por su capacidad adicional de despegue vertical.

## Historia
El prototipo, H-Aero One, que puede obtener su energía de propulsión completamente a partir de fuentes de energía renovable mediante células solares, fue presentado por primera vez en la ILA (Exposición Aeroespacial Internacional) de Berlín del 1 al 4 de junio de 2016. El objeto volador protegido por patente fue desarrollado por Csaba Singer en cooperación con la Universidad de Stuttgart.El Dr.-Ing. Csaba Singer estudió ingeniería aeroespacial en la Universidad de Stuttgart. Tras su graduación, se doctoró en el Centro Aeroespacial Alemán en el contexto de las tecnologías de energías renovables. El avión híbrido cuenta con el apoyo de EXIST (programa de financiación), una iniciativa del Ministerio Federal de Economía y Energía. En junio de 2012, el comité del congreso de la NASA "Conceptos y enfoques para la exploración de Marte"  evaluó el concepto entre otros como una posibilidad alternativa para llevar a cabo la exploración de Marte a vista de pájaro e invitó a Singer a Houston para presentar el concepto. El producto H-Aero One listo para la producción fue presentado en U.T.SEC - Unmanned Technologies & Security, el Centro de Exposiciones de Nuremberg, del 2 al 3 de marzo de 2017. H-Aero One voló públicamente por primera vez en la CeBIT 2017 en Hannover.Como "cuarto concepto de vuelo sostenible", H-Aero convence al jurado del Ministerio de Economía, Trabajo y Vivienda de Baden-Württemberg y otorga a Hybrid-Airplane Technologies el Premio a la Innovación en Stuttgart, 2019. 
En octubre de 2020, un jurado de expertos de los ámbitos de la empresa, la ciencia, la sociedad y la política eligió el lema del concurso "Inteligencia en movimiento: Juntos. Conectados. Mobiles." seleccionó el h-aero como uno de los finalistas y le concedió el Premio Alemán de Movilidad.

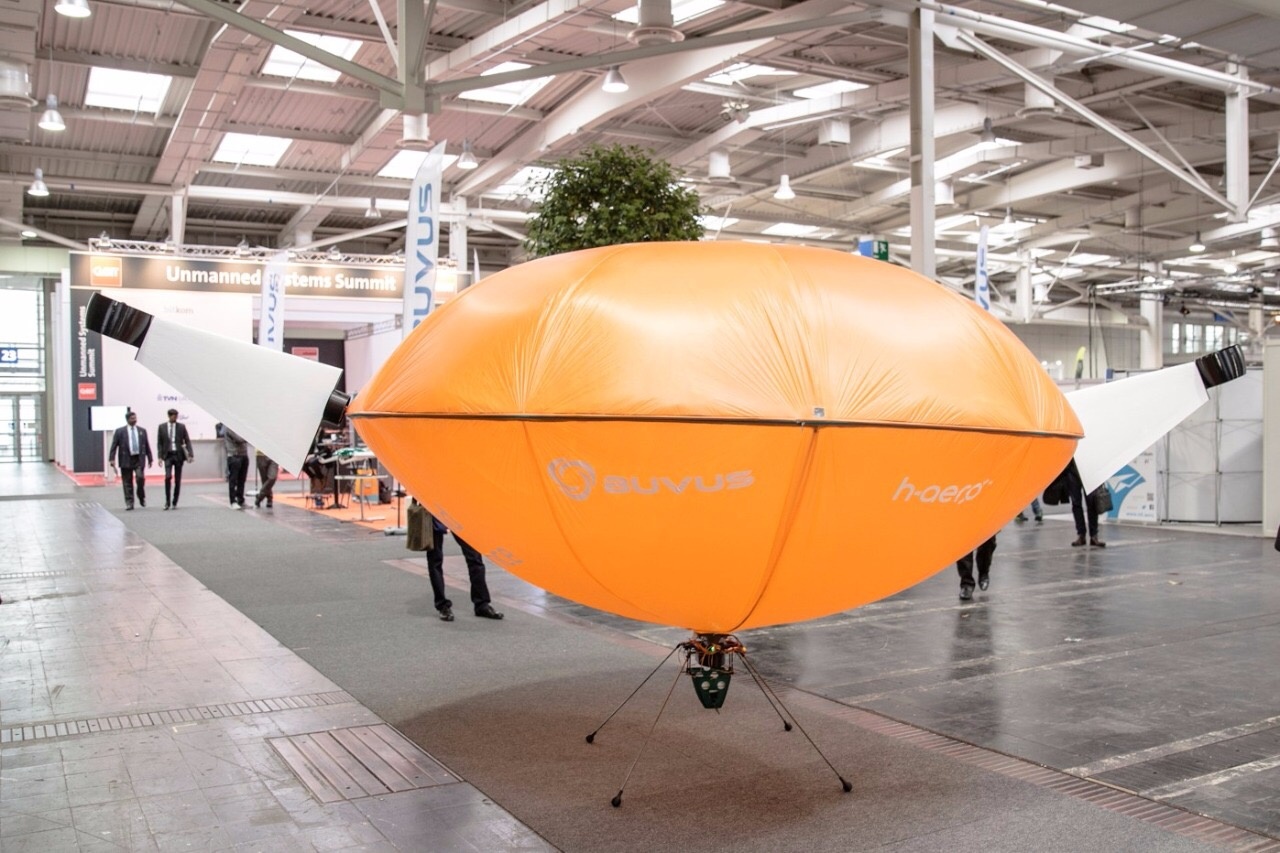
H-Aero One en la CEBIT de Hannover 2017

## Construcción
La aeronave combina el levantamiento estático y dinámico y está configurada simétricamente a espejo o simétricamente a rotación, utilizando así la funcionalidad de los globos, aviones y helicópteros. Tiene una celda de gas y dos alas con un perfil de ala simétrico que puede rotar a través de 180°, cada una con un motor eléctrico en el extremo del ala. Como es habitual en los globos, el vector de elevación estática (gas de transporte) y el vector del peso de la carga útil, incluidas las baterías, están dispuestos uno frente al otro. El sobre no tiene forma de cigarro, sino que es simétrico en rotación, similar a un disco de frisbee. 
Los vectores de los componentes soportados no se distribuyen a lo largo de la longitud total en los soportes del ancla (proa), las unidades de cola (popa) y la cabina en medio, como en los dirigibles de aviación. A diferencia de las aeronaves basadas puramente en la elevación dinámica, la aeronave universal puede despegar y permanecer en el aire de manera mucho más eficiente desde el punto de vista energético.
El sistema de vuelo inicialmente no tripulado, cuyo casco tiene un diámetro de tres metros, puede despegar y aterrizar verticalmente (VTOL) y moverse como un avión. La velocidad de vuelo es de alrededor de 20 km/h, la altitud máxima de vuelo es de alrededor de 4000 metros. Con un peso en seco de 4400 gramos, el H-Aero One puede mover cargas útiles de hasta tres kilogramos [14] Gracias al helio, el H-Aero tiene su propia sustentación natural (estática) y por lo tanto puede lograr una duración de vuelo de hasta nueve horas. El H-Aero puede ser controlado a través de un módem de radio, radio móvil o en espacios cerrados a través de W-LAN. Debido al helio, el H-Aero tiene su propia sustentación natural (estática), por lo que puede alcanzar una duración de vuelo de hasta nueve horas. El H-Aero puede controlarse a través de un radiomódem, de una radio móvil o en interiores a través de una W-LAN.

## Modelos de aviones híbridos
H-Aero Zero:

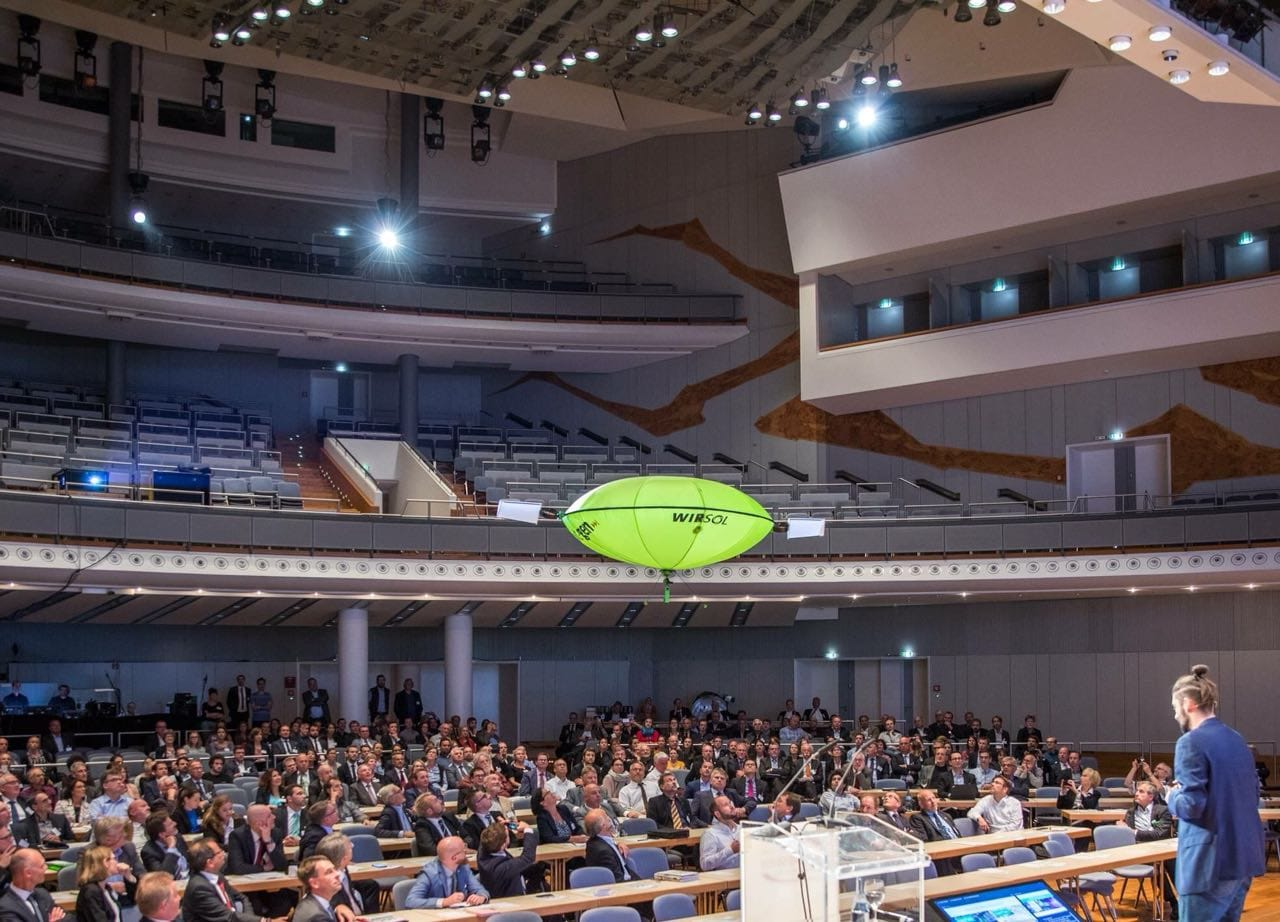
H-Aero Zero volando sobre público

Con una envergadura de 3 metros, el H-Aero Zero es el modelo más pequeño y es adecuado para aplicaciones en interiores y exteriores con vientos de hasta 10 km/h incluyendo ráfagas. Con una carga útil de 500 gramos, una velocidad máxima de 10 km/h, el Cero puede permanecer en el aire durante 160 minutos.
H-Aero One:

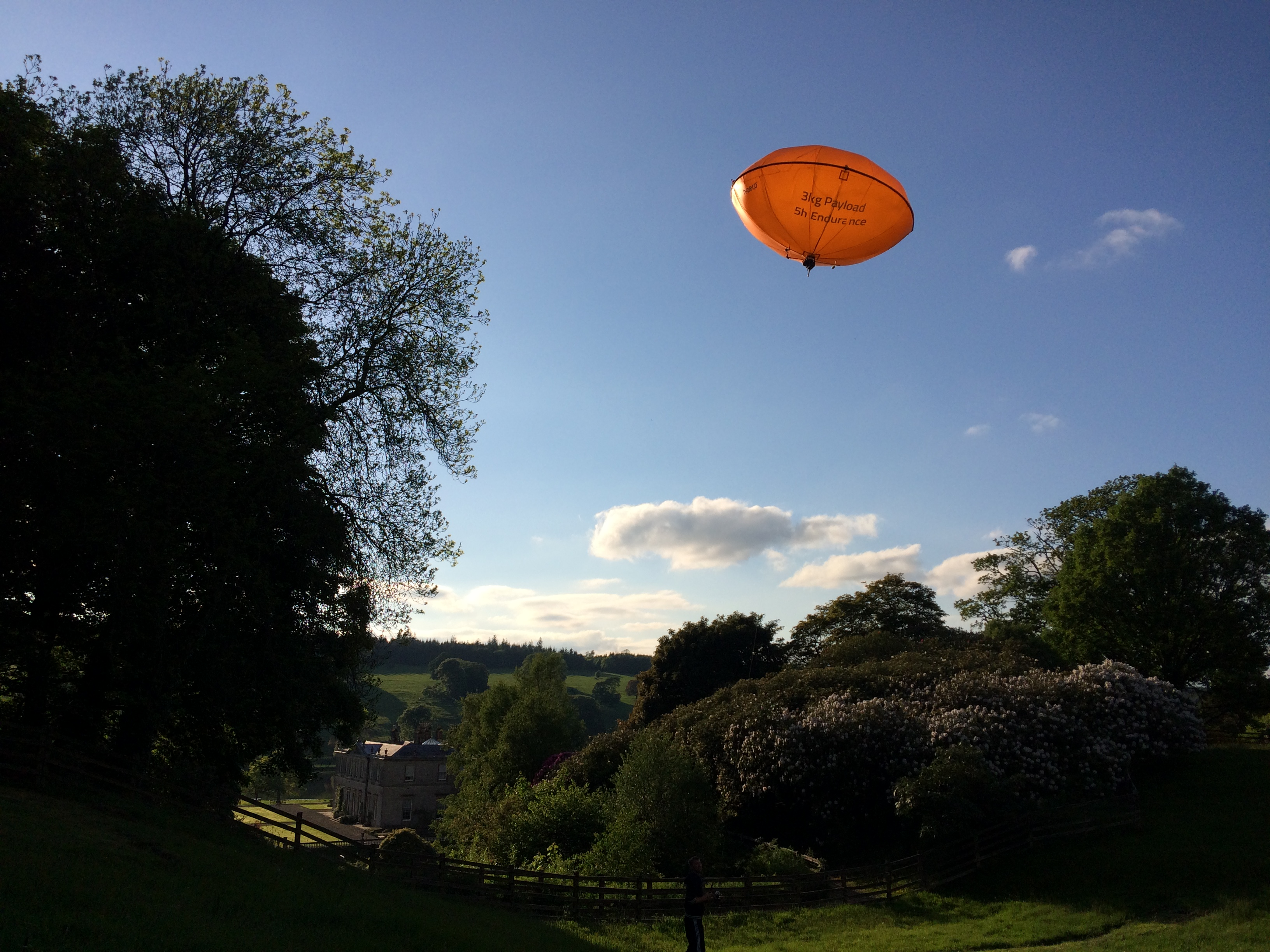
H-Aero One in flight

El H-Aero One tiene un diámetro de 5 metros y puede cargar 3 kilogramos hasta 400 minutos. Con una velocidad máxima de 15 km/h, es adecuado para aplicaciones en interiores y exteriores con vientos de hasta 10 km/h, incluyendo ráfagas de viento.
H-Aero Zero Plus:
La empresa desarrolló el H-Aero zero+ en 2018 con una capacidad de carga útil de 1,2 kg. El sistema se ha utilizado para probar aplicaciones tanto en interiores como en exteriores, incluso en el aeropuerto de Fráncfort en 2019 para apoyar al personal de tierra y sobre la zona industrial del municipio de Sonnenbühl para controlar las emisiones térmicas de las plantas industriales. En 2020, el sistema apoyó a las ferias digitales durante la pandemia de COVID-19 como cámara volante para grabar y difundir digitalmente el evento.

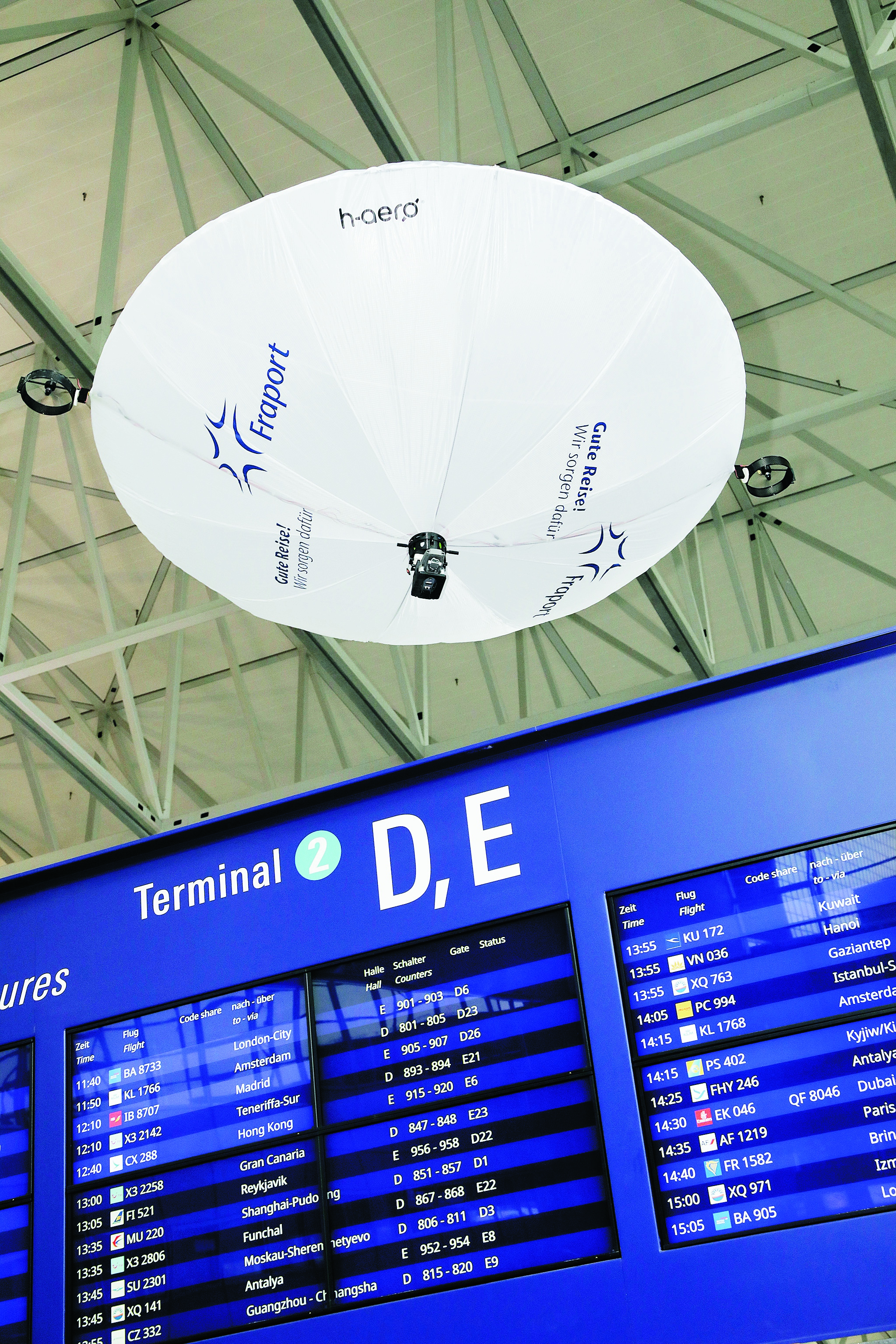
H-Aero Zero Plus en el Aeropuerto de Frankfurt

## Utilización
El H-Aero puede utilizarse como plataforma de vigilancia, para vuelos con cámara, o incluso como globo meteorológico reutilizable. En las versiones más grandes que se están desarrollando actualmente, ayudará más adelante en el despliegue a corto plazo de las redes de comunicación.
El H-Aero puede utilizarse tal cual para las inspecciones industriales, como las de aeronaves o las de pozos y túneles, así como las agrícolas y forestales,

## Premios
- Premio Alemán de Innovación de la Industria Aeroespacial 2017, finalista en la categoría de reducción de emisiones[27]
- Concurso Europeo de Navegación por Satélite (ESNC), Desafío de Baden-Württemberg, LiveEO - Integración de constelaciones autónomas de UAV "h-aero" en servicios de satélite para la Observación de la Tierra en tiempo real 2017, 2º puesto
- Copernicus Masters, LiveEO - Integración del UAV en el Satélite-EO 2017, 1.er lugar[28]
- Premio de la etiqueta "Member of Solar Impulse Efficient Solution" por la Fundación Solar Impulse, junio de 2018[29]
- Ganador del Premio a la Innovación del Estado de Baden-Württemberg 2019[11]
- Ganador del Premio Alemán a la Movilidad, octubre de 2020[30]

## Publicaciones científicas
- "World of Wonders: Premio a la innovación por el concepto de aeronave híbrida", Universidad de Stuttgart.[31]
- "Volando con aeronaves solares", Asociación de Apoyo a la Energía Solar de Alemania[32]
- Un nuevo avión híbrido VTOL no contaminante (2008), Centro Aeroespacial Alemán (DLR)[33]
- Conceptos y enfoques para la exploración de Marte (2012): Drone de investigación híbrido ultraligero alimentado por energía solar, Instituto Lunar y Planetario[34]